# Städtischer Friedhof Bungerhof
Der Städtische Friedhof Bungerhof in Delmenhorst-Bungerhof, Friedensstraße 15, wurde 1927/29 angelegt.
Friedhof, Kapelle und Torhaus sind Baudenkmale in Delmenhorst.

## Geschichte
1902 beantragten zehn Stadtratsmitglieder der SPD, einen konfessionslosen Friedhof einzurichten. Grabstellen sollten auf ihm für Unbemittelte kostenlos zur Verfügung gestellt werden. Erst 27 Jahre später wurde das Anliegen realisiert.
Der Parkfriedhof wurde von 1927 bis 1929 nach den Plänen des Bremer Gartenarchitekten Paul Freye auf einer Fläche von 4,5 Hektar angelegt und später auf 15 Hektat vergrößert. Auf dem Friedhof wurden ab etwa 2000 zwei islamische Gräberfelder ausgewiesen.
Gedenkstätten:
- An die Opfer von Faschismus und Krieg.
- An die Bombenopfer der Kinder und Lehrer der Parkschule von 1943 beim Luftangriff auf Delmenhorst.
- Am Grabmal der russischen Soldaten finden  Kranzniederlegungen statt.

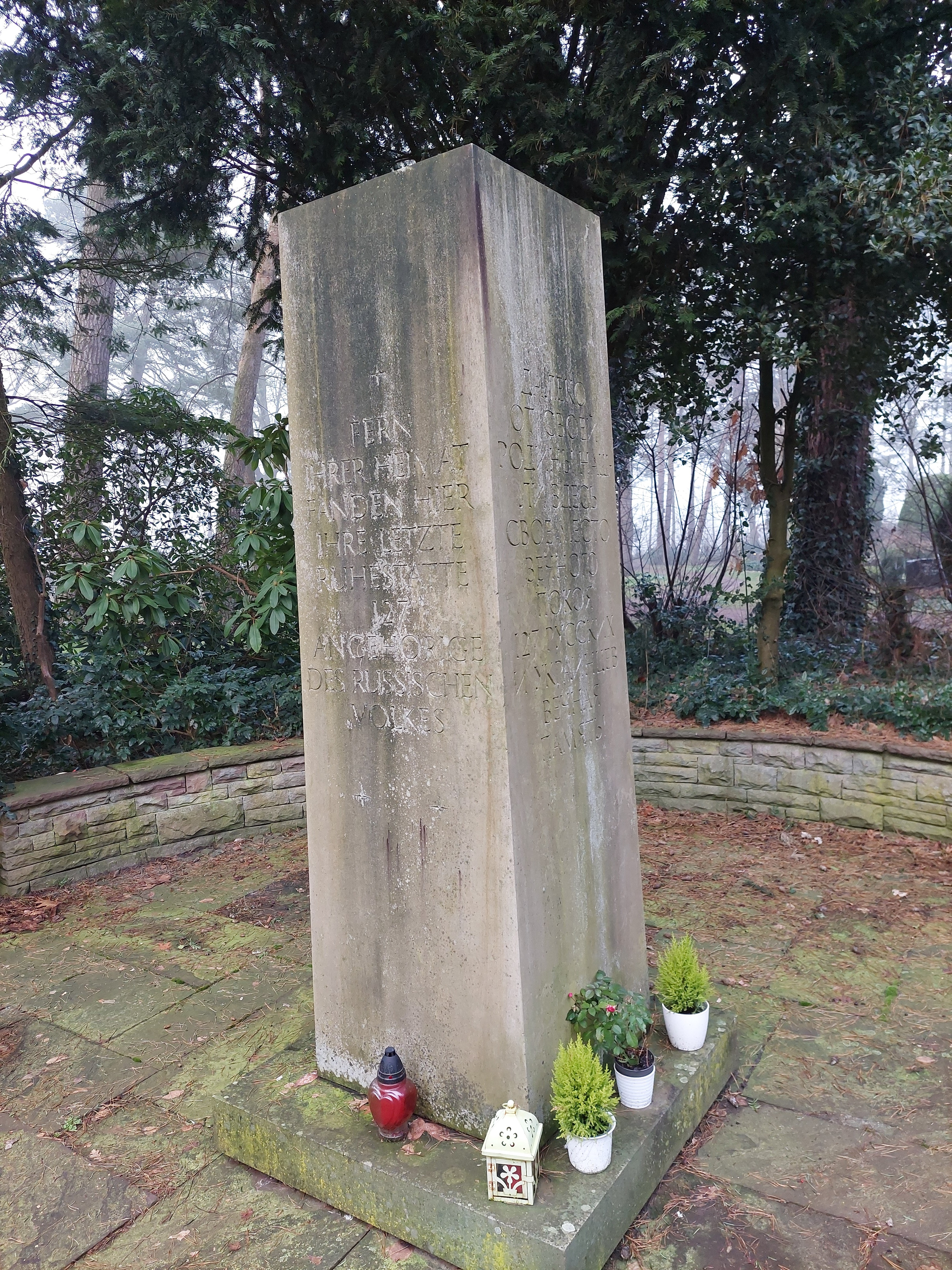
Gedenkstätte Russische Zwangsarbeiter (2025)

Gartenbaudirektor Freye entwarf in Bremen auch den Waller Park, den Oslebshauser Park und den Schlosspark Sebaldsbrück.
Die verklinkerte Friedhofskapelle von 1929 mit dem Portal im kubischen Türmchen und dem anschließenden Kapellenschiff mit einem Satteldach entstand nach Plänen des Hamburger Architekten Fritz Höger im Stil des norddeutschen Backsteinexpressionismus. In der Regel im Hauptraum sowie auch in einem kleinen Raum finden die Trauerfeiern statt; die Nebenräume dienen zur Aufbahrung.
Höger entwarf u. a. das Chilehaus und den Sprinkenhof in Hamburg sowie in Delmenhorst das Städtische Krankenhaus und die Friedhofskapelle des Evangelischen Friedhofs Wildeshauser Straße.
Im Verwaltungsgebäude von 1930 waren die Büros und eine Wohnung des Verwalters; es sind nach dem Umbau von 2002 nur noch Büroräume.
Die Delbus-Linien 205, 206 und 215 führen zum Friedhof.

## Bekannte Persönlichkeiten
Bestattet wurde auf dem Friedhof:
- Otto Gratzki (1895–1976), Lehrer, im Widerstand gegen den Nationalsozialismus